# Birger Hedman
Gustav Birger Hedman, född 9 april 1932 i Jokkmokks församling, Norrbottens län, död 14 april 1975 i Ytterlännäs församling, Västernorrlands län, var en svensk arkitekt.
Hedman, som var son till byggnadssnickare John Hedman och Märta Hedman, utexaminerades från tekniska gymnasiet i Luleå 1952 och från Kungliga Tekniska högskolan 1961. Han anställdes på Nils Islinger arkitektkontor i Stockholm 1955, blev biträdande stadsarkitekt i Skellefteå stad 1962, chef för stadsplaneavdelningen på Jan Thurfjell Arkitektkontor AB i Luleå 1963, blev stadsarkitekt i Kramfors stad 1965 och var tillika distriktsarkitekt för vissa landskommuner.